# Hötjärnen (Bjurholms socken, Ångermanland, 709023-165600)
Hötjärnen är en sjö i Bjurholms kommun i Ångermanland och ingår i Lögdeälvens huvudavrinningsområde.